# Andy Gray
Andrew Mullen Gray (Glasgow, 30 de noviembre de 1955) es un exfutbolista escocés que se desempeñaba como delantero. 
Jugó en el Dundee United, Aston Villa, Wolverhampton Wanderers, Everton, Aston Villa, Notts County (cedido), West Bromwich Albion, Rangers y Cheltenham Town. Ganó 20 partidos internacionales con Escocia. 
Gray fue el principal experto en fútbol de Sky Sports (desde que comenzó su transmisión de la Premier League en agosto de 1992) y fue el co-comentarista del canal durante casi 19 años (a menudo trabajando junto a Martin Tyler) hasta su despido en enero de 2011, luego de múltiples acusaciones de sexismo. Gray, junto con el ex presentador de Sky Sports Richard Keys, firmaron para talkSPORT en febrero de 2011. Ambos ahora trabajan para beIN Sports en Doha, Qatar; desde junio de 2013 han sido los principales presentadores de las retransmisiones de partidos de la Premier League y la UEFA Champions League en la región de Oriente Medio y Norte de África. 

## Biografía

### Inicios
Nacido en Glasgow y con una madre de la Isla de Lewis, Gray comenzó su carrera profesional como jugador con el Dundee United, donde anotó 36 goles en 62 apariciones. También jugó para el Dundee United en la final de la Copa de Escocia de 1974, terminando en el bando perdedor cuando el Celtic se quedó con la victoria por 3-0.
En octubre de 1975, a la edad de 19 años, se mudó al sur, al Aston Villa (recién ascendido a Primera División) por £ 110.000 y fue ganador conjunto de la bota de oro de Inglaterra con Malcolm Macdonald del Arsenal en 1976-77. Sus 29 goles ayudaron a Villa a terminar en cuarto lugar y ganar la Copa de la Liga, y le valieron los premios al Jugador Joven del Año de la PFA y al Jugador del Año de la PFA, un doblete igualado por Cristiano Ronaldo en 2009 y Gareth Bale en 2013. En ese momento, era el jugador más joven en ganar el premio Jugador del Año y el primer jugador en ganar más de uno de los tres premios oficiales de Jugador del Año en la misma temporada.
Gray se mudó al Wolverhampton Wanderers, rival local de Villa, el 8 de septiembre de 1979. Su fichaje fue anunciado a los aficionados y a los medios antes del inicio de los Wolves en casa ante el Crystal Palace, como celebración previa al partido en el Molineux por una tarifa de transferencia récord inglesa de £. 1,49 m. Después de marcar el gol de la victoria para los Wolves en la final de la Copa de la Liga de 1980, permaneció en el club hasta el descenso en 1982 (a pesar del interés del Manchester United) y el ascenso un año después.
Gray se mudó al Everton en noviembre de 1983 por 250.000 libras esterlinas. Pasó dos temporadas con el club de Merseyside, ganando la Copa FA en mayo de 1984. Gray anotó en la final contra Watford de manera controvertida al cabecear el balón fuera de las manos del portero de Watford. Un año después, ganó el Campeonato de Liga y la Recopa de Europa, marcando también en la final de esta última. También llegó a otra final de la Copa FA, pero esta vez estuvo en el lado perdedor cuando el Everton fue derrotado por el Manchester United. Luego vino la llegada del delantero inglés Gary Lineker procedente del Leicester City en la temporada cerrada de 1985. A pesar de las enojadas peticiones de los fanáticos del Everton que querían mantener a Gray en Goodison Park, dejó el club el 10 de julio de 1985 y regresó al Aston Villa con un contrato de £ 150.000.
A pesar de comenzar la década en lo más alto como campeones de liga en 1981 y ganadores de la Copa de Europa en 1982, Villa ahora había caído a la mediocridad de la mitad de la tabla y el regreso de Gray no pudo cambiar las cosas como lo había hecho su llegada al Everton. Marcó cinco goles en 35 partidos de liga en 1985-86 cuando Villa evitó por poco el descenso a Segunda División, y la temporada siguiente no marcó en 19 partidos de liga cuando Villa cayó a Segunda División. Comenzó la temporada 1987-88 todavía con Villa, pero fue transferido a sus rivales locales West Bromwich Albion en septiembre de 1987 sin haber aparecido en un partido del primer equipo de Villa esa temporada. Su paso por Albion duró menos de un año y transcurrió sin incidentes, ya que evitaron por poco el descenso de Segunda División.
A mediados de 1988 se incorporó al Rangers. Pasó una temporada en Ibrox, ayudándolos a ganar el título de la Primera División de Escocia, el primero de nueve títulos consecutivos que ganarían. Pasó al fútbol fuera de la liga con el club Cheltenham Town de la Football Conference en el verano de 1989 y anotó su primer gol para el club en la victoria en casa por 2-0 sobre Chorley el 21 de octubre de 1989, antes de retirarse en 1990.

## Clubes
| Club                    | País       | Año         | Partidos | Goles |
| ----------------------- | ---------- | ----------- | -------- | ----- |
| Dundee United           | Escocia    | 1973 - 1975 | 62       | 46    |
| Aston Villa             | Inglaterra | 1975 - 1979 | 113      | 54    |
| Wolverhampton Wanderers | Inglaterra | 1979 - 1983 | 133      | 38    |
| Everton                 | Inglaterra | 1983 - 1985 | 49       | 14    |
| Aston Villa             | Inglaterra | 1985 - 1987 | 54       | 5     |
| West Bromwich Albion    | Inglaterra | 1987 - 1988 | 35       | 10    |
| Rangers                 | Inglaterra | 1988 - 1989 | 14       | 5     |
| Cheltenham Town         | Inglaterra | 1989 - 1990 | 20       | 7     |

## Palmarés
- 1976/77: Premio PFA al jugador del año